# Kazimierz Narbutt (1838–1903)
Kazimierz Narbutt (ur. 1838, zm. 1903) – dowódca oddziału w powstaniu styczniowym.
Działał na Polesiu, Podlasiu i w powiecie brzeskim. Po powstaniu na emigracji. Służył w wojsku francuskim i szwajcarskim. Po powrocie do kraju został właścicielem ziemskim. Pochowany na cmentarzu Rakowickim w Krakowie.